# Luigi Sincero
Luigi Sincero (26. března 1870, Trino Vercellese – 7. února 1936, Řím) byl italský římskokatolický duchovní, arcibiskup a kardinál.

## Život
Narodil se 26. března 1879 v Trino Vercellese. Jeho bratr Giuseppe byl kanovníkem kapituly baziliky Panny Marie Sněžné v Římě a druhý bratr Costanzo byl právník.
Studoval v semináři ve Vercelli a poté na Papežské univerzitě Gregoriana. Následně pokračoval ve studiu na Papežské akademii sv. Tomáše Akvinského a Papežské lombardské koleji, kde byli jeho spolužáky budoucí kardinálové Carlo Perosi a Mario Nasalli Rocca di Corneliano. Studoval také Turínské univerzitě. Dne 24. září 1892 byl vysvěcen na kněze. I dva roky později se stal vice-rektorem Papežské lombardské koleje, taje členem fakulty semináře ve Vercelli a kanovníkem teologem katedrály ve Vercelli, kterým byl do roku 1908.
Dne 20. října 1908 jej papež Pius X. jmenoval prelátem auditorem Posvátné Římské roty a 18. října 1917 papež Benedikt XV. sekretářem Papežské komise po autentickou interpretaci Kodexu kanonického práva. Roku 1919 se stal sekretářem Posvátného Kolegia kardinálů a 12. října 1920 asesorem Posvátné kongregace konzistoře.
Při konkláve v roce 1922 byl jeho sekretářem.
Dne 23. května 1923 jej papež Pius XI. na konzistoři jmenoval kardinálem-jáhnem. Jako titulární kostel mu byl přidělen San Giorgio in Velabro. Kardinálský biret a titul mu byl předán 25. května 1923.
Dne 6. února 1926 se stal pro-sekretářem Posvátné kongregace pro východní církve a 3. února 1927 jejím sekretářem.
Dne 17. prosince 1928 mu byl změněn titul na kardinála-kněze ze San Giorgio in Velabro pro hac vice.
Dne 11. ledna 1929 byl jmenován titulárním arcibiskupem z Petry. Biskupské svěcení přijal 13. ledna v Sixtinské kapli z rukou papeže Pia XI. a spolusvětiteli byli arcibiskup Carlo Cremonesi a biskup Agostino Zampini.
Dne 30. června 1930 se stal camerlengem Posvátného Kolegia kardinálů, kterým byl až do 18. března 1933
Dne 13. března 1933 byl ustanoven kardinálem biskupem z Palestriny.
Dne 23. listopadu 1934 byl jmenován předsedou Papežské komise pro kodifikaci Východního kanonického práva a 12. prosince 1934 předsedou Papežské komise pro autentickou interpretaci Kodexu kanonického práva.
Zemřel 7. února 1936 v Římě, ochrnutý, týden po cévní mozkové příhodě. Pohřební mše se konala v římské bazilice Sant'Andrea della Valle. Pohřben byl na hřbitově ve Trino Vercellese.